# Trirogi skarabej
Trirogi skarabej (znanstveno ime Typhaeus (Typhaeus) typhoeus) je vrsta hroščev iz družine govnačev, razširjena po Evropi in Severni Afriki ter prepoznavna predvsem po treh naprej obrnjenih trnih na oprsju pri samcih, ki jih ti uporabljajo pri medsebojnih spopadih.
Odrasli dosežejo 12 do 20 mm v dolžino in so bleščeče črno obarvani. Večino življenja preživijo v do 1,6 m globokih gnezdilnih rovih s kamricami za jajčece. Samice imajo namesto trnov le majhne izrastke. Natančna vloga trnov pri parjenju je bila dolgo le predmet špekulacij, saj se spopadi odvijajo pod zemljo in šele konec 20. stoletja so ugotovili, da jih je možno opazovati v plasti zemlje, nasuti med parom steklenih plošč. Zdaj vemo, da jih samci uporabljajo za potiskanje nasprotnika znotraj rovov; večina spopadov se konča po kratkem potisku, kjer se izkaže močnejši osebek in se poraženec hitro umakne, ob izenačenju pa lahko trajajo tudi več kot eno uro.
Za prehrano ličink v rove nanosijo iztrebke, najraje zajčje, s čimer pripomorejo k hitrejšemu kroženju snovi na travnikih. Odrasli se izležejo septembra in se parijo pozimi, v obdobjih ugodnega vremena. Na prostem jih je največkrat možno opaziti spomladi in jeseni. V Sloveniji vrsta še ni bila odkrita, je pa najdbo možno pričakovati, saj je razširjena po Avstriji in na Hrvaškem, od tega na Hrvaškem razmeroma blizu meje s Slovenijo.